# Daniel Carleton Gajdusek

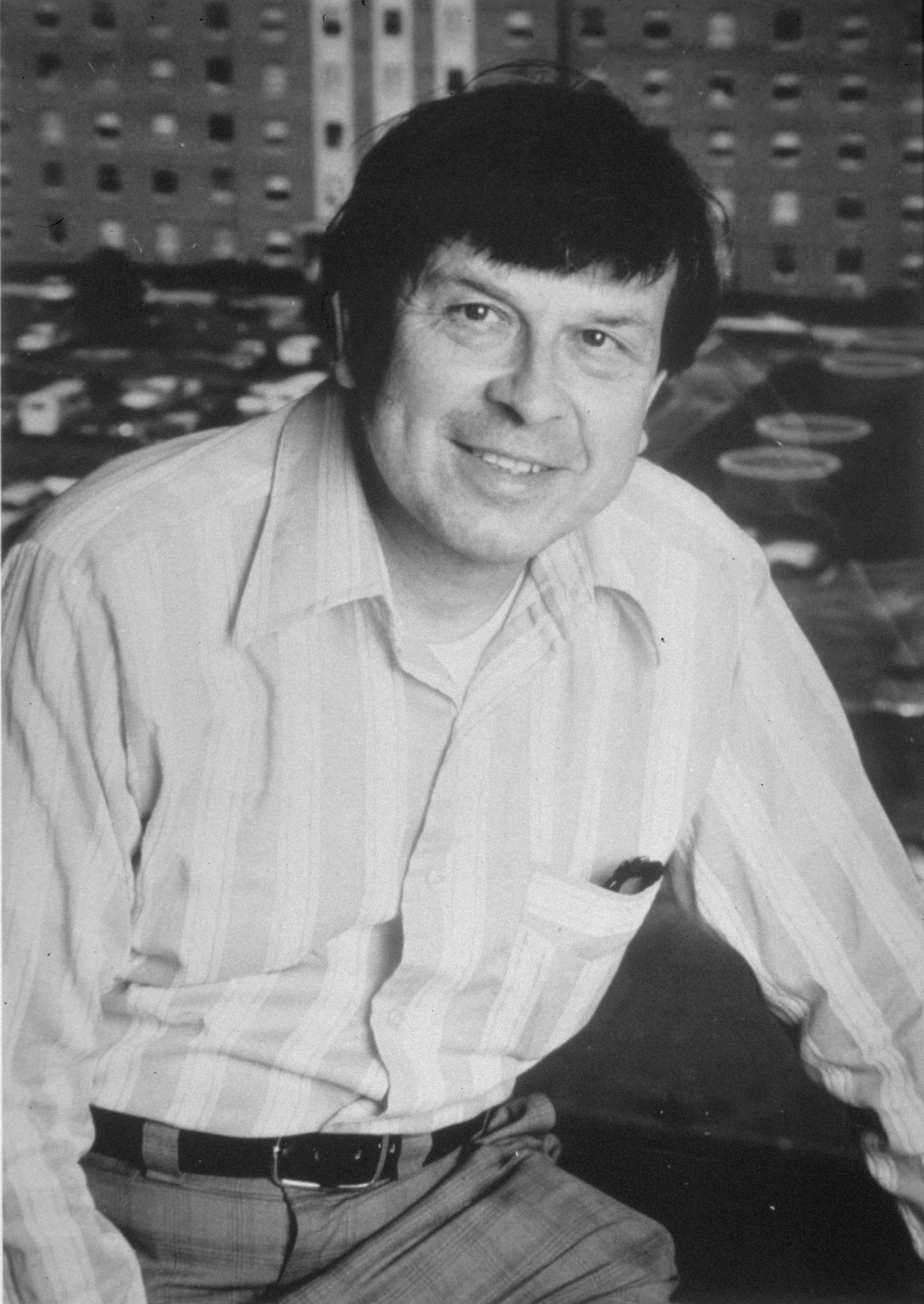
Daniel Carleton Gajdusek

Daniel Carleton Gajdusek (* 9. September 1923 in Yonkers, New York; † 12. Dezember 2008 in Tromsø, Norwegen) war ein US-amerikanischer Mediziner, Physikochemiker, Virologe. 1976 wurde ihm der Nobelpreis für Physiologie oder Medizin zuerkannt.

## Leben
Gajduseks Eltern waren vor dem Ersten Weltkrieg aus dem Königreich Ungarn, Österreich-Ungarn, in die USA ausgewandert. Sein Vater war Slowake aus Büdöskő, Komitat Neutra, und seine Mutter calvinistische Ungarin aus Debrecen. Er studierte ab 1939 an der University of Rochester Physik, Chemie und Mathematik. 1946 wurde er an der Harvard Medical School in Cambridge (Massachusetts) zum Doktor der Medizin promoviert.

## Forschungsthemen
Gajdusek hatte unter anderem bei Linus Pauling Physikalische Chemie als Zweitstudium in Pasadena (Kalifornien) und bei John Enders Zellbiologie und Virologie studiert sowie von 1955 bis 1957 in Australien mit Frank Macfarlane Burnet zusammengearbeitet. In Fachkreisen bekannt wurde er 1954, als er in Teheran ein neuartiges Therapieverfahren gegen Tollwut einführte und dessen Erfolg in einem Lehrfilm („Rabies in Man“) dokumentierte. Der damalige Direktor des iranischen Institut Pasteur, Marcel Baltazard, hatte kurz zuvor nachgewiesen, dass ein Drittel aller Patienten, die von einem tollwütigen Hund in den Kopf gebissen worden waren, durch den existierenden Tollwutimpfstoff nicht gerettet werden konnten. Gajdusek schlug daraufhin vor, den Impfstoff gemeinsam mit Tollwut-Antikörpern zu verabreichen, die man aus Kaninchen-Serum gewinnen konnte. Im August 1954 wurde diese Kombinationstherapie bei 18 Patienten angewandt, die von Tollwut-infizierten Wölfen am Kopf verletzt worden waren: Alle Patienten überlebten die Infektion. Seitdem hat sich diese Therapie weltweit zur Behandlung von Tollwut-Infektionen bewährt.
Gajduseks bedeutendste wissenschaftliche Leistung aber war der experimentelle Nachweis einer Gruppe von übertragbaren „spongioformen“ Enzephalopathien. Er erfuhr 1957, dass der neuguineische Bezirksarzt Vincent Zigas von einer ungewöhnlichen Krankheit – genannt Kuru – berichtet hatte, die im Hochland von Papua-Neuguinea im Stamm der Fore existiere und sich in neurologischen Ausfällen bei Frauen und Kindern äußere. Erstes Symptom sei ein unsicherer Gang, bald kämen Tremor sowie Sprechstörungen hinzu, und binnen Monaten träten zunächst vollständige geistige Umnachtung und schließlich der Tod ein.
Gajdusek vermutete, dass die Ursache der Krankheit in einer Form des rituellen Kannibalismus zu suchen sein könnte, an dem nur Frauen und Kinder beteiligt waren. Gemeinsam mit dem Virologen Clarence Joseph Gibbs Jr. wurden in den folgenden Jahren Experimente durchgeführt, an deren vorläufigem Ende 1966 der Nachweis einer Übertragbarkeit von Kuru auf Schimpansen stand. 1968 gelang es beiden, die Creutzfeldt-Jakob-Krankheit auf Schimpansen zu übertragen, 1972 folgte der entsprechende Nachweis für Scrapie. 1980 widerlegte Gajdusek zudem die bis dahin existierende Theorie, auch die Alzheimer-Krankheit sei übertragbar. „Für ihre Entdeckungen über neue Mechanismen der Entstehung und Verbreitung von Infektionskrankheiten“ erhielten er und Baruch Blumberg, der aber auf einem völlig anderen Gebiet geforscht hatte, 1976 je zur Hälfte den Nobelpreis für Physiologie oder Medizin.

## Verurteilung wegen sexuellen Missbrauchs
Gajdusek unternahm Forschungsreisen zu den auf den Südseeinseln lebenden indigenen Völkern, von denen er mit dem Einverständnis der Eltern insgesamt 56 Kinder mitbrachte, die bei ihm aufwuchsen. Im Jahr 1997 wurde er wegen sexuellen Missbrauchs an von ihm adoptierten Jungen aus Neuguinea und Mikronesien, den er im Gerichtsverfahren zugegeben hatte, zu einer Gefängnisstrafe verurteilt. Nach seiner Entlassung aus der Haft siedelte er 1998 nach Europa über, wo er die folgenden zehn Jahre bis zu seinem Tod in der warmen Jahreszeit zumeist in Amsterdam und im Winter in Norwegen lebte.

## Ehrungen und Mitgliedschaften (Auswahl)
- 1974: Mitglied der National Academy of Sciences
- 1976: Nobelpreis für Physiologie oder Medizin
- 1978: Mitglied der American Academy of Arts and Sciences
- 1978: Mitglied der American Philosophical Society
- 1984: Mitglied der Leopoldina
- 1993: Mitglied der Australian Academy of Science
- 1995: Ehrendoktorwürde der Medizinischen Universität Łódź

## Filmdokumentationen
- Das Genie und die Jungs. (Originaltitel: Geniet och pojkarna). Schweden (SVT) 2009. 79 Minuten. Regie: Bosse Lindquist[8].